# زمردماهی‌ریختان
زمردماهی‌ریختان (نام علمی: Labriformes) نام یک راسته از subdivision سوف‌ریخت‌تباران است.